# Hermonassa phenax
Hermonassa phenax là một loài bướm đêm trong họ Noctuidae.